# Паломбара-Сабина
Паломбара-Сабина (итал. Palombara Sabina) — коммуна в Италии, располагается в регионе Лацио, подчиняется административному центру Рим.
Население составляет 10 639 человек, плотность населения составляет 142 чел./км². Занимает площадь 75 км². Почтовый индекс — 018. Телефонный код — 0774.
Покровителем населённого пункта считается  священномученик Власий Севастийский. Праздник ежегодно празднуется 3 февраля.